# N703iμ
FOMA N703iμ（フォーマ・エヌ なな まる さん アイ ミュー）は、NECによって開発された、NTTドコモの第三世代携帯電話 (FOMA) 端末製品である。

## 概要
本体の折りたたみ時は11.4mmで、P703iμとともに世界最薄3Gケータイであったが、2008年2月に孫後継機にあたるN705iμ、P705iμ(共に9.8mm)に抜かれている。
N703iDベース。iチャネル、着うたフルに対応。CPRMに対応したSDオーディオ(AAC/AAC+SBR)が搭載されている。
本体表面には7×7のLEDを配し、音楽再生中にステータスを表示する。
この端末のボタンは赤色に光る。
おサイフケータイ（iモードFeliCa）・1.7GHz帯・国際ローミング・プッシュトーク・メガiアプリ・GPSには対応していない。
外部メモリーはmicroSDに対応。
iモードブラウザのUser Agentにおける機種名表記はN703imyuとなる。
P703iμに比べるとこの機種（この機種以降のN7xxiμとP7xxiμも含んで）のほうが軽量・小型だが、卓上ホルダに対応していなかったり（N704iμ以降は対応）サブディスプレイがない（この機種は光のドットが表示。漢字表示非対応）。
| 主な対応サービス           | 主な対応サービス                    | 主な対応サービス         | 主な対応サービス                                |
| -------------------------- | ----------------------------------- | ------------------------ | ----------------------------------------------- |
| DCMX／おサイフケータイ     | うた・ホーダイ                      | 着うたフル／着うた       | デジタルオーディオプレーヤー(AAC)(SDオーディオ) |
| 直感ゲーム／メガiアプリ※   | Music&Videoチャネル／ビデオクリップ | 3Gローミング             | プッシュトーク                                  |
| FOMAハイスピード           | GPS／ケータイお探し                 | デコメール／デコメ絵文字 | iチャネル                                       |
| 着もじ                     | テレビ電話／キャラ電                | 電話帳お預かりサービス   | フルブラウザ                                    |
| おまかせロック／バイオ認証 | 外部メモリーへiモードコンテンツ移行 | トルカ                   | iC通信                                          |
| きせかえツール／マチキャラ | バーコードリーダ／名刺リーダ        | 2in1                     | エリアメール                                    |

※500kBまでのiアプリ対応。

## 不具合
- NTTドコモ及び日本電気より、特に報告はない。

## その他
「run for money 逃走中」で過去利用されていた。